# Chevrolet El Morocco

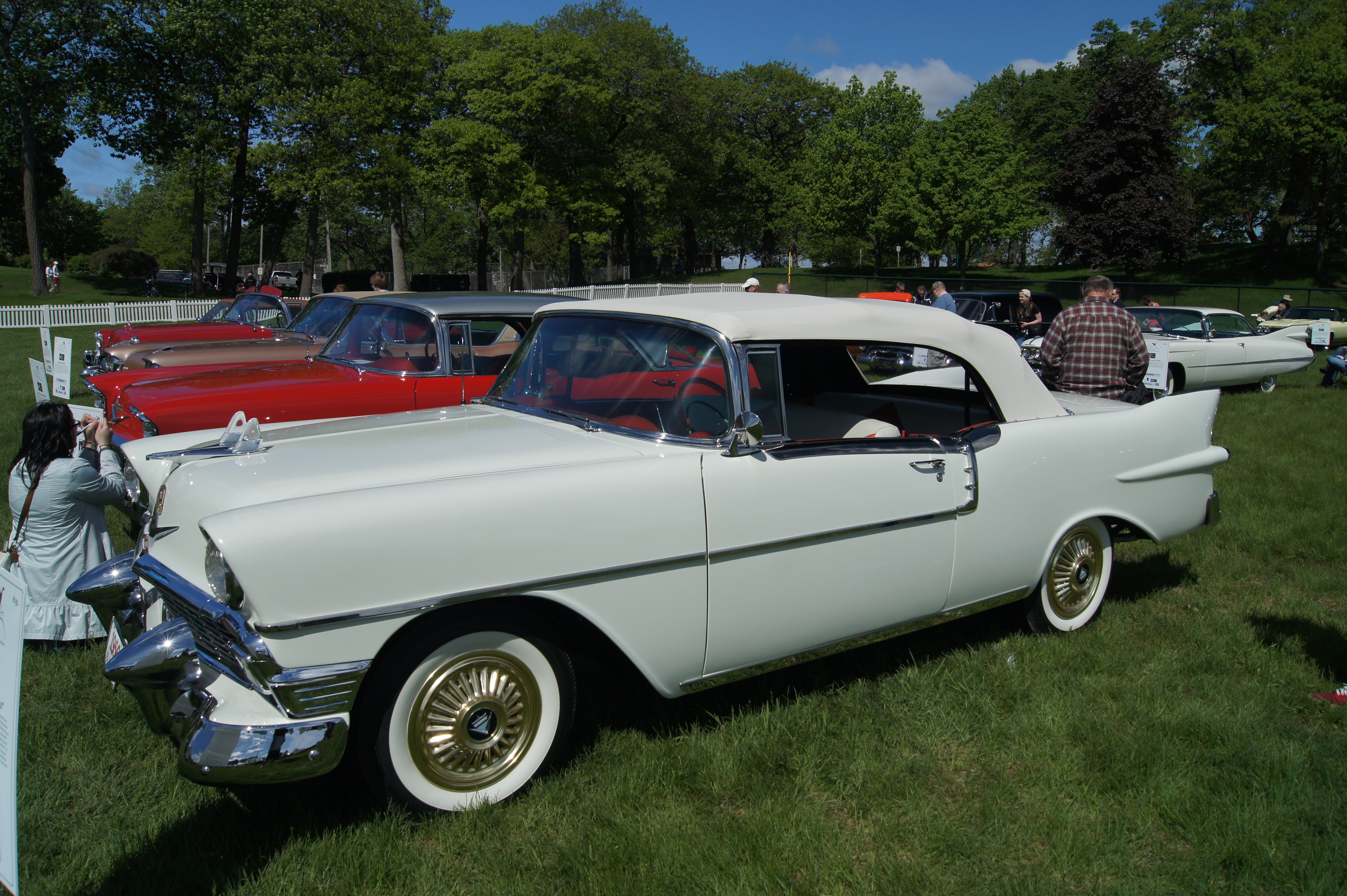
Chevrolet El Morocco de 1956

La Chevrolet El Morocco est une tentative haut-de-gamme avortée due à l'initiative de deux indépendants: Rueben Allender et Cyril Olbrich qui eurent l'idée de croiser la carrosserie d'une Chevrolet full-size Bel Air 1956 et 1957 avec celle d'une Cadillac Eldorado de la même année, principalement à l'arrière au niveau des ailerons. L'éventail des modifications comprenaient un certain nombre de pièces en provenance de Dodge par exemple, les pare-chocs avant «Dagmar» étaient des cosses de phares Dodge de 1937. Les feux arrière des voitures de 56 étaient des Dodge de 1955. Un bouton de klaxon Frazer servait de médaillon avant, et les pièces de «sellerie» sur la porte avant provenaient du rembourrage du tableau de bord de la Willys auto. Mais aussi de Plymouth et de Mercury. Disponibles en deux et quatre portes sans montants dits Hardtop ainsi qu'en cabriolet, Allender a vendu 10 à 20 El Morocco en 1956. Entre 20 et 37 El Morocco ont ainsi été produites selon les sources, dont dix pour l'année 1957.

## Histoire
Impressionné par sa Cadillac Eldorado de 1955, Allender a estimé qu'il pouvait recréer l'élégance et le prestige de l'Eldorado, mais baisser le prix en basant sa voiture de rêve sur la Chevrolet Bel Air contemporaine. Il avait initialement choisi la Bel Air de 1955 comme base de son projet, mais les travaux n'ont commencé qu'en 1956. Ainsi, la première année, l'El Morocco était basée sur le coupé et cabriolet Bel Air Sport de 1956. À la recherche d'un nom qui ressemblait à "Eldorado", mais ne voulant pas avoir de problèmes avec Cadillac, il a choisi "El Morocco", du nom d'une boîte de nuit populaire de Manhattan. Il a réussi à faire enregistrer légalement la marque, de sorte que toutes les El Morocco étaient autorisés en tant que tels, pas en tant que Chevrolet. 

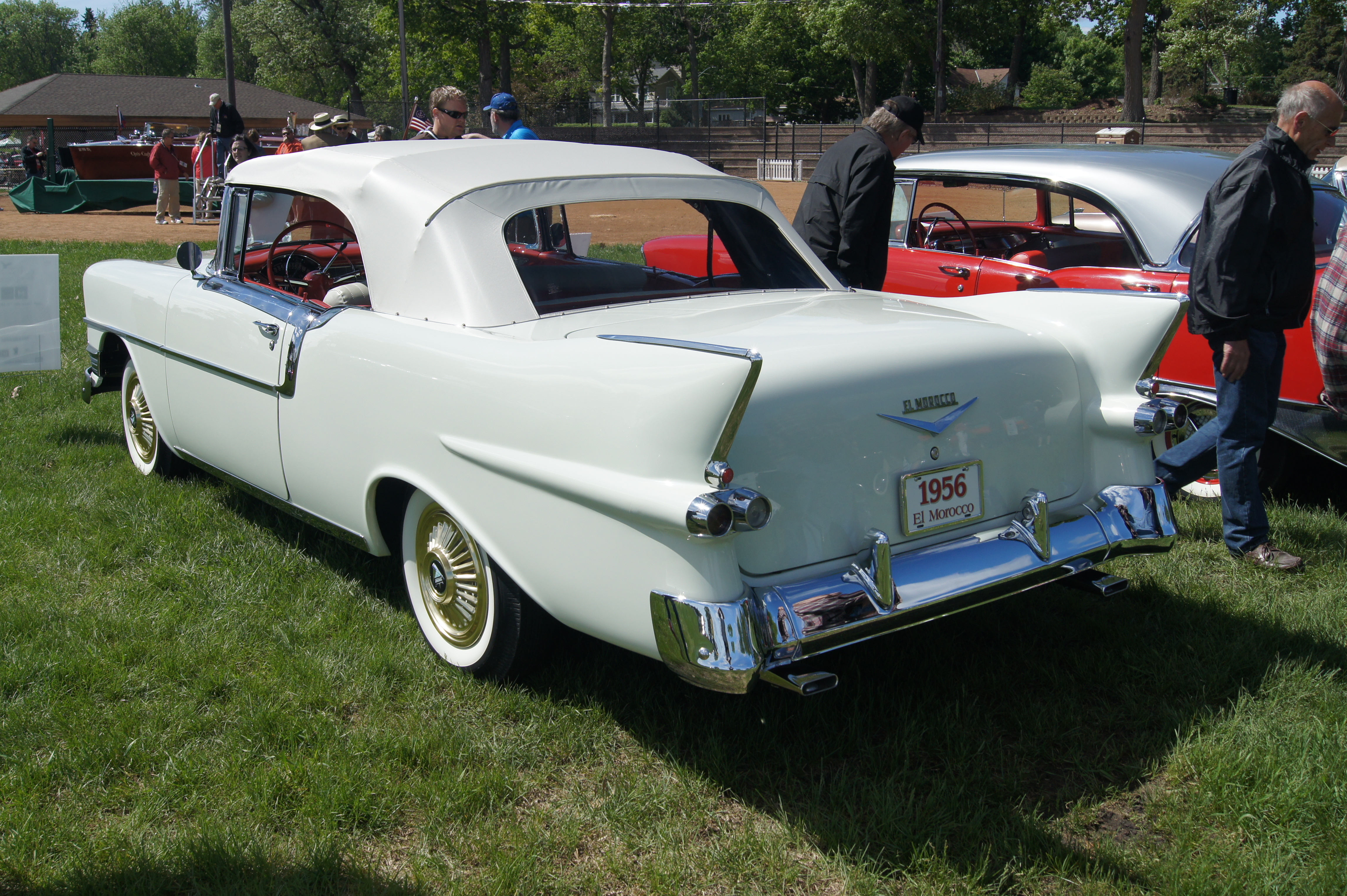
Chevrolet El Morocco de 1956, vue arrière

### Conception
Allender a boulonné des ailerons arrière en fibre de verre de style Eldorado sur le pont arrière et a également utilisé des moulures latérales empruntées à l'Eldorado. À l'avant, il a modifié la calandre en retirant l'écusson Chevrolet tout en conservant l'emblème "V" sur le capot. Il a également ajouté de grands pare-chocs avant Dagmar, donnant à la voiture un look massif. Les enjoliveurs en or de style "Sabre-Spoke" à rayons DeSoto ont été modifiés avec une pièce centrale El Morocco "V" personnalisée. On sait que dix berlines à toit rigide, deux coupés à toit rigide et deux cabriolets ont été créés en 1957. Chaque voiture s'est vendue environ 1 000 $ de plus qu'une voiture Bel Air équivalente. Il a boulonné des ailerons en fibre de verre époxy de style Eldorado sur le coffre arrière[réf. souhaitée] et utilisé des moulures latérales empruntées à l'Eldorado. À l'avant, il a modifié la calandre en supprimant l'écusson Chevrolet tout en conservant l'emblème «V» sur le capot. Il a également ajouté de grandes protections Dagmar sur le pare-chocs avant. Les enjoliveurs de roues de style DeSoto en or anodisés "Sabre-Spoke" ont été modifiés avec un emblème El Morocco "V" personnalisé.
Pour 1957, Allender a offert une nouvelle El Morocco basé sur les Chevrolet Two-Ten Sport Coupe, Sport Sedan et la Bel Air cabriolet de 1957. Il a enlevé la calandre Chevrolet et l'a remplacée par un insert de caisse à œufs en aluminium. Le lettrage "Chevrolet" a été remplacé par un badge "El Morocco" à l'avant et à l'arrière en lettres moulées juste au-dessus du "V". À l'arrière, l'El Morocco de '57 a obtenu des ailerons arrière de style Eldorado en métal soudés aux quartiers arrière, à la suite d'une pénurie de travailleurs qualifiés en fibre de verre[réf. souhaitée]. Des moulures en forme de "scoop" sur les côtés du panneau arrière donnent plutôt à la voiture une ressemblance avec la Cadillac Eldorado Brougham à 13 000 $[réf. nécessaire]
Il est probable que même si l'El Morocco coûte nettement moins cher qu'une Cadillac, elle reste chère pour une Chevrolet, ce qui expliquerait la faible demande pour la voiture. La principale raison des faibles chiffres de production était le prix de conversion qui le rendait trop hors de portée pour la plupart des consommateurs. Elle était trop proche du prix de base d'une Cadillac, et l'on pense qu'aucun profit n'a jamais été réalisé sur l'El Morocco. Aujourd'hui, l'El Morocco est une précieuse voiture de collection, dont une s'est vendue à 181500 $ en 2016. 

### Ventes
Bien que les voitures d'Allender ne soient que des Chevrolet personnalisées, elles étaient toutes fabriquées à la main par des professionnels et soigneusement détaillées. Les transmissions pour tous les El Morocco étaient strictement d'origine Chevrolet. De série, le V8 Chevrolet à petit bloc avec carburateur à quatre corps et transmission automatique Powerglide. Aujourd'hui, l'El Morocco est une voiture de collection précieuse, dont une qui s'est vendue 181 500 $ en 2016.